# Jérôme Beau
Pour les articles homonymes, voir Beau (homonymie).
Jérôme Beau, né le 24 décembre 1957 à Paris, est un prélat catholique français. Après avoir été évêque auxiliaire de Paris de 2006 à 2018 puis archevêque de Bourges de 2018 à 2025, il est archevêque de Poitiers depuis le 14 janvier 2025.

## Biographie

### Formation
Après avoir suivi deux années en faculté de médecine, Jérôme Beau est entré au séminaire Saint-Sulpice à Issy-les-Moulineaux et a obtenu un baccalauréat et une maîtrise en théologie à l'Institut catholique de Paris.
Il a été ordonné prêtre le 23 juin 1984 pour l'archidiocèse de Paris par le cardinal Jean-Marie Lustiger.

### Principaux ministères
Il a tout d'abord été vicaire dans deux paroisses parisiennes, cumulant ces ministères paroissiaux avec la responsabilité de l'aumônerie d'un lycée, puis en étant directeur spirituel au séminaire diocésain de Paris.
En 1990, il devient aumônier diocésain du Mouvement eucharistique des jeunes (MEJ) pendant trois années avant d'être nommé curé de la paroisse Saint-Séverin - Saint-Nicolas et responsable de la maison Saint-Séverin du séminaire diocésain de Paris. En 2001, il devient supérieur de ce séminaire et est nommé chanoine de la cathédrale Notre-Dame de Paris.
Nommé évêque titulaire (ou in partibus) de Privata et évêque auxiliaire de Paris le 1er juin 2006, il est consacré le 8 septembre suivant par l'archevêque de Paris, André Vingt-Trois, assisté du cardinal Jean-Marie Lustiger, archevêque émérite de Paris et d'Olivier de Berranger, évêque de Saint-Denis.
À la Conférence des évêques de France, il est membre du Conseil pour l’Unité des Chrétiens[réf. nécessaire] et du Conseil pour les relations avec le Judaïsme de septembre 2008 à 2013, puis membre du Comité Études et Projets du 1er juillet 2013 à 2016 et président de la Commission épiscopale pour les ministres ordonnés et les laïcs en mission ecclésiale depuis le 1er juillet 2017.
Le pape François le nomme archevêque de Bourges le 25 juillet 2018 en remplacement d'Armand Maillard. Il est installé le 23 septembre 2018 en la cathédrale de Bourges. 
Il est nommé archevêque métropolitain de Poitiers le 14 janvier 2025. Il est installé le 2 mars 2025 par Vincent Jordy, archevêque métropolitain de Tours en la cathédrale Saint-Pierre de Poitiers.
Il se fait imposer le pallium des mains du pape Léon XIV, à la basilique Saint-Pierre, à Rome, le 29 juin 2025, jour de la solennité des saints Pierre et Paul.

## Affaire Régis Spinoza
En 2023, Jérôme Beau porte plainte contre le prêtre Régis Spinoza. En effet, ce dernier, bien que condamné par la justice civile à trois années de prison avec sursis, pour des violences et humiliations infligées à des enfants,, donne des cours de catéchisme à des enfants malgré une interdiction d'en approcher. Pour Jérôme Beau, il « a commis une infraction grave. Selon les règles de l'Église de France, pour faire le catéchisme, il faut en avoir la mission, signer une charte de bienveillance et présenter un extrait de casier judiciaire ». Il a déposé plainte devant le tribunal pénal canonique national, créé fin 2022 à la suite du rapport de la commission indépendante sur les abus sexuels dans l'Église.

## Textes en collaboration
- Quinze questions sur la foi : les jeudis théologie du Collège des Bernardins, Parole et silence, 2012
- La prière du Notre Père : Un regard renouvelé, Bayard Éditions – Mame – Les Éditions du Cerf, 2017

## Décorations
- Chevalier de l'ordre national du Mérite Il est fait chevalier le 15 novembre 2018[11].